# Виноградники (зупинний пункт)
Виногра́дники (також — 1088 км) — пасажирський залізничний зупинний пункт Донецької дирекції Донецької залізниці на лінії Кринична — Вуглегірськ між станціями Щебенка (1 км) та Єнакієве (5 км). Розташований поблизу садово-дачних ділянок, неподалік селища Старопетрівське Горлівського району Донецької області.

## Пасажирське сполучення
Через військову агресію Росії на сході Україні транспортне сполучення з підконтрольною територією владою України припинене, водночас самопроголошене керівництво так званих «ДНР» та «ЛНР» запустило приміські поїзди сполученням Дебальцеве — Макіївка / Донецьк.